# Turistická značená trasa 1855
 Turistická značená trasa 1855 je 13 km dlouhá modře značená trasa Klubu českých turistů v okrese Ústí nad Orlicí spojující Orlické hory s Hanušovickou vrchovinou. Její převažující směr je východní. Počátek trasy se nachází na území přírodního parku Suchý vrch - Buková hora a závěr na území přírodního parku Jeřáb.

## Průběh trasy
Počátek turistické trasy 1855 se nachází v nadmořské výšce 843 metrů na rozcestí Hvězda v Orlických horách, kterým zároveň prochází jednak červeně značená Jiráskova cesta ze Suchého vrchu do Jablonného nad Orlicí a jednak zeleně značená trasa 4234 rovněž ze Suchého vrchu do Lanškrouna. Trasa 1855 prudce padá východním směrem východním úbočím hor podél Červenovodského potoka do Kladské kotliny a do městečka Červená Voda. Na místním nádraží se nachází rozcestí se žlutě značenou okružní trasou 7453 vedoucí na Křížovou horu. V souběhu s ní pokračuje trasa 1855 do centra přilehlého Šanova a zatímco trasa 7453 odbočuje k jihu, 1855 pokračuje vsí nadále východním směrem a stoupá do svahů Hanušovické vrchoviny. Za posledními budovami vstupuje do lesního pásma, překračuje Tichou Orlici, mění směr na přibližně severní a vede na horní konec vsi Horní Orlice. Zde se nachází rozcestí se žlutě značenou trasou 7275 z Králíků do Bohdíkova. Trasa 1855 se stáčí téměř do protisměru a přibližně jižním směrem pokračuje k prameni Tiché Orlice. V jeho oblasti se opět stáčí na východ a stoupá do nadmořské výšky 1003 metrů na nejvyšší vrchol Hanušovické vrchoviny Jeřáb. Zde se nachází hranice mezi Pardubickým a Olomouckým krajem a přesto, že zde není rozcestí s žádnou další turistickou trasou, dochází zde ke změně číslování. Navazující modře značená trasa 2209 pokračuje nadále východním směrem k Severomoravské chatě.

## Historie
Trasa 1855 byla původně kratší a končila na rozcestí v Horní Orlici. Úprava pramene Tiché Orlice byla podnětem k jejímu prodloužení právě k němu, posléze došlo k prodloužení na vrchol Jeřábu a to včetně navazující trasy 2209 z opačné strany.

## Turistické zajímavosti na trase
- Vyhlídkové místo pod hranicí lesa nad Červenou Vodou
- Linie lehkého opevnění vzor 37
- Kostel Nanebevzetí Panny Marie v Šanově
- Skiareál Šanov
- Vyhlídkové místo u Horní Orlice
- Pramen Tiché Orlice
- Jeřáb (1003 m) - nejvyšší vrchol Hanušovické vrchoviny